# 珠村站
珠村站是广州地铁13号线的一个在建车站，位于中国广东省廣州市天河区中山大道中护林路口西侧的地底。车站预计于2025年启用。

## 车站结构

### 车站楼层
珠村站为地下三层、局部四层车站，全长223.2m。其中地面为车站各出入口，周边为中山大道中及跨线桥、盈溪路、护林路、珠村、BRT珠村站及邻近建筑；地下一层为站厅，地下二层为车站设备层，地下三层为13号线站台。
受地面环境及车站结构所限，车站站厅及1号站台一侧采用明挖法施工，2号站台一侧使用暗挖法施工。其中明挖站厅标准段宽为16.8米，暗挖站台标准段宽为10.2米。
| 地下一层 | 站厅       | 售票机、客服中心、警务室、商店、安检设施 |  |  |
| 地下二层 | 设备区     | 车站设备                                 |  |  |
| 地下三层 | 2 站台     | █13号线 朝阳方向（下站：車陂）           |  |  |
|          | 分离式站台 |                                          |  |  |
|          |            | 卫生间、母婴室；通道连接两侧站台         |  |  |
|          | 分离式站台 |                                          |  |  |
|          | 1 站台     | █13号线 新沙方向（下站：鱼珠）           |  |  |

### 车站设计
珠村站装修设计巧妙融合珠村乞巧文化元素。其中，站厅天花配合机电风管，采用非对称波浪型设计，并融入‘红丝’元素，通过乞巧画廊进行装饰，把七夕乞巧的传统习俗抽象成剪影人像，让更多市民乘客通过地铁车站了解乞巧文化，使其更好地传承和传播。

### 站厅
珠村站站厅設有自动售票機及智能客服中心。
为方便行人进出，珠村站站厅北侧被划分为收费区，收费区内设有专用电梯、多条扶手电梯及楼梯方便乘客前往月台。

### 月台
本站设有一个分离式島式月台，位于中山大道中的地底。由于车站结构设计，連接站厅及月台的扶梯、楼梯以及升降機全部設於1號月台一邊，月台亦设置卫生间及母婴室。
在配线方面，本站往车陂方向设有一条单渡线。

### 出入口
珠村站将设有3个出入口供乘客进出。
|                                           |                                                       |      |          |                  |
| 编号                                      | 设施                                                  | 照片 | 出口指示 | 建议前往的目的地 |
| 出口                                      | 盲道标志 · 扶手电梯标志                               |      |          |                  |
| 出口                                      | 盲道标志 · 扶手电梯标志                               |      |          |                  |
| 出口                                      | 盲道标志 · 升降机标志 · 无障碍通道标志 · 扶手电梯标志 |      |          |                  |
| 註： 設有 \| 設有 \| 設有 \| 設有扶手電梯 |                                                       |      |          |                  |

## 历史
因车站邻近珠村，故本站在规划及建设期间被命名为珠村站。2025年7月，广州市交通运输局公示13号线二期首通段初定站名，本站拟维持现有名称。由于「珠村」的普通话和粤语发音与21号线朱村站相同，不符合《广州市地铁车站命名规则》中「不得与本市或与本市互联互通的地铁线网的地铁车站重名，避免同音、近音、歧义」的要求，有市民建议参照白云东平站的做法另名为「天河珠村」。
为配合车站建设，交管部门自2019年1月22日起对中山大道中护林路高架桥西往东路段辅道实施围蔽。车站明挖主体结构于2021年7月封顶，暗挖隧道于2022年3月贯通。2025年7月，本站完成“三权”移交。

## 事故
2021年3月3日中午，车站建设工地附近的中山大道护林路跨线桥南侧路基段发生路面塌陷，事故中无人员伤亡。